# Raúl Alarcón
Pour les articles homonymes, voir Alarcon.
Alarcón  García est un nom espagnol. Le premier nom de famille, en général paternel, est Alarcón ; le second, en général maternel, souvent omis, est García.
Raúl Alarcón García, né le 25 mars 1986 à Alicante, est un coureur cycliste espagnol.

## Biographie
Second du championnat d'Espagne sur route espoirs en 2004 et après avoir en 2006 remporté deux étapes du Tour de Cantabrie, Raúl Alarcón est engagé un an plus tard dans l'équipe ProTour Saunier Duval. Sans jamais avoir confirmé ses talents de grimpeur et de rouleur, Alarcón est libéré à la fin de l'année suivante. Ce qui l'entraîne à retourner à l'échelon amateur dans une équipe de la région de Valence.
Là, il remporte une classique et termine à plusieurs places d'honneurs. Il enlève en 2010 la Coupe d'Espagne de cyclisme grâce à ses victoires de classiques et d'étapes. Un retour au niveau professionnel est alors évoqué.
Ainsi, il rejoint en début novembre 2010 l'équipe continentale portugaise Barbot-Efapel en compagnie de Santiago Pérez.
En 2016, il rejoint W52-FC Porto, une autre équipe portugaise. En 2017, il gagne le Tour des Asturies et le Tour du Portugal. L'année suivante, il domine une nouvelle fois le Tour du Portugal.
En 2019, son équipe obtient une licence d'équipe continentale professionnelle. Il est notamment deuxième de la Classica da Arrábida et troisième du Tour de l'Alentejo. En mai, les médias portugais révèlent qu'il est sous investigation, à la suite de présence de valeurs anormales sur son passeport biologique. Cependant, l'Agence antidopage espagnole nie toute enquête et il peut continuer à courir. Néanmoins, en octobre, il est suspendu provisoirement pour dopage par l'UCI.
En mars 2021, il est suspendu pour une durée de quatre ans par l'UCI jusqu'au 23 octobre 2023. Il perd tous ses résultats acquis depuis 2015, dont 19 victoires, avec notamment ses succès au général du Tour du Portugal en 2017 et 2018,.

## Palmarès et classements mondiaux

### Palmarès
- 2004
  - 2e du championnat d'Espagne sur route juniors
- 2006
  - 1re et 2e étapes du Tour de Cantabrie
- 2009
  - Clásica Ciudad de Torredonjimeno
  - 2e du Trophée Guerrita
  - 3e de la Coupe d'Espagne
- 2010
  - Coupe d'Espagne
  - Tour de Ségovie
    - Classement général
    - 1re et 2e étapes

  - Gran Premio Diputación de Pontevedra
  - Cursa Ciclista del Llobregat
  - 3e étape du Tour de Galice
  - 2e du Mémorial Valenciaga
  - 3e du Circuito Guadiana
  - 3e de l'Aiztondo Klasica
  - 3e du Grand Prix Macario
- 2011
  - 4e étape du Trophée Joaquim-Agostinho
- 2013
  - 7e étape du Tour du Portugal

### Classements mondiaux
| Année                                 | 2011 | 2012 | 2013 | 2014 | 2015 | 2016 | 2017 | 2018 | 2019 |
| ------------------------------------- | ---- | ---- | ---- | ---- | ---- | ---- | ---- | ---- | ---- |
| Classement mondial                    |      |      |      |      |      | 644e | 125e | 279e | 861e |
| UCI Europe Tour                       | 658e | nc   | 650e | nc   | nc   | 396e | 34e  | 137e | 625e |
| UCI America Tour                      | nc   | nc   | nc   | nc   | 203e | nc   | nc   | nc   |      |
|                                       |      |      |      |      |      |      |      |      |      |
| Légende : nc = non classéSource : UCI |      |      |      |      |      |      |      |      |      |